# Kham
Kham, (transliteração "Wylie": Khams; em chinês simplificado: 康巴; Pinyin: Kāngbā), também conhecido como "Reino dos Kham", é uma das três tradicionais províncias reivindicadas pelo Governo Central Exilado do Tibete e pelo Movimento Internacional pela Independência do Tibete. Durante o período anterior ao Comunismo na China (1911-1949), a maior parte dessa região era conhecida como a província de Xikang (西康省 Xīkāng Shěng). Ali mantinha o "status" de "Distrito administrativo especial" até 1939, quando veio a se tornar oficialmente uma nova província oficial da China. Sua condição de província era nominal,sem muita coesão ou reconhecimento, como boa parte do território da China durante a invasão pelos japoneses durante a guerra.

## Definição
Linguistas e antropólogos se referem aos povos Kham como um "corredor étnico do sudoeste da China" em seu vasto território de populações esparsas distribuídas entre quatorze grupos étnicos de culturas e línguas diversas. Por questões de simplificação, o Governo chinês hoje combina esses vários grupos étnicos Kham junto com os tibetanos, como se formassem uma única nacionalidade, a "Nação Tibetana". Há, porém, significantes diferenças em tradições e em crenças, também ainda em aparência física, entre os diversos povos dos Kham e os de Lhasa (Os tibetanos propriamente ditos). Pelo menos uma terça parte dos Khan residentes falam lnguas da família "Qiangic", formada por doze diferentes mas inter relacionadas línguas, asa quais não são relacionadas com a Língua tibetana. Muitos dos "Khampas" professas a religião Bön, conhecida como a "Seita Negra" do Budismo Tibetano, um grupo religioso estigmatizado pelos demais budistas do Tibete;

## Geografia
Kham compreende hoje um total que chega a 50 pequenos condados, que foram incorporados às províncias chinesas de Sichuan (16 condados), Yunnan (3 condados) e Qinghai (6 condados), bem como a porção leste da Região Autônoma do Tibete (25 condados).

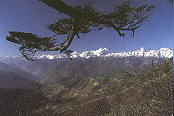
Extensão montanhosa de Minya Konka

Kham tem um território bem acidentado caracterizados por encostas de montanhas e gargantas de rios que vem do noroeste rumo ao sudeste, tais como os rios Mekong, Yangtze, Yalong Jiang e Salween, os quais cortam a região Kham.

## História
Os Kham eram tradicionalmente referidos como os chuzhi gangdruk, ou seja. 'quatro rios e seis grupos'. Os povos Kham tiveram um passado tumultuado, com sua soberania sobre sua região muitas vezes ameaçada, prejudicada ou marginalizada pelos tibetanos pelo oeste e pelos Chineses Ham pelo leste.
Os Kham nunca foram todos controlados por um único soberano, geralmente formavam um confuso grupo de mais de vinte reinos, tribos, pequenos domínios, os quais estavam constantemente em diversas guerras entre si. Desde o colapso do "Império Tibetano" em meados do século IX, os povos Kham foram mantendo de forma agressiva sua independência em relação a Lhasa. "Capitães" iam mantendo seus territórios portando títulos de nobreza outorgados por imperadores chineses. Porém, esse controle pelos chineses era mínimo e os chefes locais governavam seus territórios com uma razoável independência relativamente tanto à China como ao Tibete.

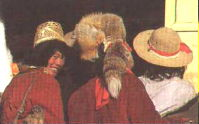
Khampas - os habitantes de Kham

In 1717, tribos Dzungar vindas da Mongólia invadiram o Tibete que estava em período de conturbações internas e guerras civis. O imperador Kangxi mandou exércitos para a área por um período de 20 anos e os líderes locais foram obrigados a implorar auxílio ao Império Qing. Assim em 1724, as regiões de Amdo e o território Kham foram agrupados na província chinesa de Kokonor, enquanto partes dos Kham do leste se incorporaram a províncias vizinhas.
O controle tibetano da região Kham de Batang parece ter continuado como aceito desde um acordo firmado em 1726 até pouco depois da invasão do Tibete por Francis Younghusband em 1904, acontecimento que alarmou os soberados Qing na China. Foi mandado um oficial imperial para a região para restabelecer o domínio Qing, mas os locais o assassinaram após uma revolta. O império "Qing", governo de Beijing, então, designou Zhao Erfeng, o governador de Xining como "Comandante do exército do Tibete" para reintegrar o Tibete à China. Isso ocorreu entre 1905 e 1908, data não bem definida. numa Expedição punitiva que iniciou com a destruição dos Monastérios em Kham e em Amdo e depois houve a implementação de uma nova significação para essa região.:
Foram abolidos os poderes dos líderes Tibetanos locais e designados magistrados chineses para seus postos. Novas leis foram introduzidas por Zhao, as quais retiraram dos monastérios seus poderes temporais e definiram que as terras deveriam ser cultivadas por imigrantes chineses.
Os métodos de Zhao no Tibete do leste pré configuraram práticas que os comunistas que seriam ali oficialmente implementadas cerca de meio século depois. Pontos importantes foram: o extermínio do clero Tibetano e a assimilação dos territórios e da população nativa a pobres camponeses e paisanos de Sichuan. Assim como os conquistadores chineses, os homens de Zhao lotearam ou destruíram os monastérios Tibetanos, derreteram imagens religiosas e cortaram textos sagrados do Budismo para forrar as solas de suas botas, como viriam a fazer os Comunistas mais tarde. Zhao Erfeng elaborou um plano extenso para um novo desenvolvimento do Tibete que incluía treinamento militar, educação secular e laica, treinamento em negócios e administração. "
Em 1910, o governo Qing mandou uma expedição militar própria para estabelecer agora uma administração direta pela China e, num édito imperial, depôs o Dalai Lama. Mais uma vez, o Dalai Lama fugiu para a Índia. Charles Alfred Bell, oficial diplomata britânico sediado em Sikkim e crítico da política liberal do seu governo, comentou: "Indo e saindo mais uma vez do país, nós nocauteamos os Tibetanos e o deixamos num canto para apanhar". A situação veio a mudar logo depois, pois com a queda da Dinastia Qing em outubro de 1911, os soldados de Zhao se amotinaram e o depuseram.
O décimo terceiro Dalai Lama havia fugido para a Índia britânica em fevereiro de 1910, quando então o governo Qing proclamou a deposição do Dalai Lama e instigou a procura por uma nova encarnação do líder religioso (conf. Smith - 1996).</ref> Na Índia o Dalai Lama veio a ficar amigo bem próximo dp oficial diplomático
A posição oficial do Governo Britânico foi de não intervir nos assuntos referentes à China e o Tibete e, no momento, iria reconhecer "de facto" o governo da China dominando o Tibete, conf. Bell (1924), que na sua História do Tibete, escreveu "os tibetanos foram abandonados à mercê da agressão chinesa, uma agressão da o qual a Expedição Militar Britânica a Lhasa e subsequente e posterior retirada (deixando um vácuo de poder no Tibete) foram os principais responsáveis" (Bell – 1924 - p. 113). Mais tarde, em 1914 (conferência de Simla) os Britânicos definiram as fronteiras Indo-Tibetanas na chamada "linha McMahon". A delegação Chinesa começou participando dessa convenção, mas o governo depois repudiou as decisões tomadas.
Em 1932, um acordo assinada pelo senhor militar chinês Liu Wenhui e forças Tibetanas formalizaram a partilha dos territórios em duas regiões: Kham do Leste, administrado por forças chinesas e Kham Oeste administrado pelos Tibetanos. Mais tarde o Kham Leste se tornou parte da província chinesa de Xikang. A fronteira entre Kham Leste e Oeste é o rio Yangtze, ou- Dri Chu em tibetano e Jinsha Jiang ou Chang Jiang em chinês.
Em 1950, com a derrota do governo nacionalista da China pelas forças Comunistas do "Exército de Libertação Popular" na Guerra civil chinesa, esse "Exército de Libertação Popular" entrou no Kham ocidental. Esse Kham oeste passou a ser um território separado, o Território Qamdo (昌都地区), o qual veio a ser a "Autônoma do Tibete" em 1965.
Enquanto isso, a província "Xikang"], que inclui o Kham leste, foi incorporada à província Sichuan em 1955. As fronteiras entre Sichuan e a Região Autônoma do Tibete se manteve no rio Yangtze. A parte mais ao norte de Kham, "Yushu", fora parte da província Qinghai até o século XVIII.

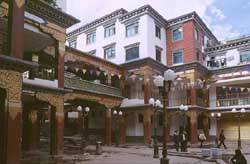
Chamdo

- Língua tibetana Kham.
- Xikang

## Leituras adicionais
- Thomas Laird: The Story of Tibet: Conversation With the Dalai Lama, Grove Press, New York, ISBN 978-0-8021-1827-1
- A. Gruschke: The Cultural Monuments of Tibet’s Outer Provinces: Kham, 3 vols. (2 published so far), White Lotus Press, Bangkok 2004 ff. ISBN 974-480-049-6
- Tsering Shakya: The Dragon in the Land of Snows. A History of Modern Tibet Since 1947, London 1999, ISBN 0-14-019615-3
- Pamela Logan: Tibetan Rescue. The Extraordinary Quest to Save the Sacred Art Treasures of Tibet, Tuttle Publishing 2002, ISBN 0-8048-3421-0